# سیارک ۱۴۱۸۱
سیارک ۱۴۱۸۱ (به انگلیسی: 14181 Koromhazi، نامگذاری:1998WX6) چهارده هزار و صد و هشتاد و یکمین سیارک کشف شده‌است که در ۲۰ نوامبر ۱۹۹۸ کشف شد.
قدر مطلق سیارک برابر ۱۳٫۶۰ است.